# Ващук, Владислав Викторович
Владисла́в Ви́кторович Ващу́к (укр. Владислав Вікторович Ващук; род. 2 января 1975, Киев) — украинский футболист, защитник. Наиболее известен по выступлениям за клуб «Динамо» (Киев) (с 1993 по 2003 и с 2005 по 2008 гг.). Играл за национальную сборную Украины с 1996 по 2007 гг., в составе которой вышел в четвертьфинал чемпионата мира в 2006 году.

## Биография

### Клубная карьера
Воспитанник ДЮФШ «Динамо» (Киев).
В 1993 году киевское «Динамо» отдало Ващука в аренду на несколько месяцев в киевскую «ЦСК ВСУ-Орияна».
После возвращения в 2005 году в киевское «Динамо» Ващук постоянно подвергался психологическому давлению со стороны киевских фанатов из-за его перехода в московский «Спартак».
Во второй половине 2007 года «Динамо» (Киев) выступало в чемпионате Украины ниже своего уровня и потеряло немало очков. С наступлением зимнего перерыва в чемпионате ожидалась «кадровая чистка» среди футболистов команды. Однако пришедший в команду главный тренер Юрий Сёмин оставил Ващука в команде, хотя и нечасто выпускал на поле. Сёмин отмечал универсальность и опыт футболиста, его добросовестную работу на тренировках. Сёмин ставил Ващука и на позицию полузащитника.
В мае 2008 года руководство «Динамо» (Киев) заявило, что контракт с Ващуком, действующий до августа 2008 года, скорее всего не будет продлён. В июне 33-летний Владислав Ващук вступил в переговоры и тренировался с одесским «Черноморцем», где уже выступал ранее после возвращения в украинский чемпионат из московского «Спартака». 17 июля 2008 года подписал контракт с дебютантом украинской Премьер-Лиги, клубом «Львов» на полгода с возможностью продления ещё на полгода. За «Львов» Ващук сыграл всего полгода. Из-за наступившего экономического кризиса бюджет клуба был урезан, а Ващук на снижение зарплаты не согласился.
В феврале 2009 года Ващук снова заключил контракт с клубом украинской Премьер-лиги одесским «Черноморцем». Хотя Ващук ранее выступал за этот клуб, во время его отсутствия почти весь состав «Черноморца» сменился, включая главного тренера. 14 марта впервые участвовал в официальной игре — вышел на замену за 15 минут до конца матча при счёте 3:0 в пользу «Черноморца», сыграв в зоне опорного полузащитника.
Болельщики, принявшие участие в голосовании на форуме официального сайта команды, признали 35-летнего Ващука лучшим футболистом клуба в сезоне-2009/10). Однако по итогам сезона «Черноморец» покинул высший дивизион. Контракт Ващука с «Черноморцем» закончился 1 июня 2010 года. Играть в составе «Черноморца» в первой лиге Ващук не пожелал, став свободным агентом. С 2010 по 2011 год играл в «Волыни». В начале 2013 года заявил о своём желании поиграть в команде первой лиги. В еврокубках сыграл 64 матча, забил 4 мяча.

### Карьера в сборной
Играл за национальную сборную Украины с 1996 по 2007 год.
В сборной Олега Блохина Ващук был одним из игроков основного состава. Играл в финальной части чемпионата мира 2006 в Германии (вышел в четвертьфинал). Был удалён в первом же матче со сборной Испании (0:4) за придерживание испанского нападающего рукой в своей штрафной.
Новый тренер национальной сборной Алексей Михайличенко, назначенный в декабре 2007 года, уже ни разу не вызывал Ващука в сборную.

### После футбола
В 2012—2013 годах занимал должность спортивного директора киевского «Арсенала».
20 мая 2023 года Владислав Ващук сообщил, что вступил в ряды Национальной гвардии Украины.

## Достижения

### Командные
Динамо (Киев)
- Чемпион Украины (9): 1994, 1995, 1996, 1997, 1998, 1999, 2000, 2001, 2007
- Обладатель Кубка Украины (6): 1996, 1998, 1999, 2000, 2006, 2007
- Обладатель Суперкубка Украины (2): 2006, 2007

«Спартак» (Москва)
- Обладатель Кубка России: 2003

### Личные
- Заслуженный мастер спорта Украины
- Кавалер Ордена «За мужество» III степени (2006)[10].
- В списках лучших футболистов Украины[укр.] (8): 1994/95 — № 2, 1996/97 — № 1, 1997/98 — № 1, 1999 — № 1, 2000 — № 1, 2001 — № 1, 2005 — № 1, 2006 — № 3

## Происшествия
- 20 ноября 2013 года, управляя автомобилем «Toyota Camry» в Киеве, двигался по Окружной дороге в направлении улицы Н. Трублаини. В попутном направлении следовал грузовой автомобиль марки «Ford». Ващук пытался совершить резкий манёвр и опередить грузовик справа, однако, по заключению сотрудников ГАИ, уснул за рулём и действия спортсмена закончились столкновением двух автомобилей. Он сумел избежать тяжёлых травм, у него зафиксированы сотрясение мозга и перелом нескольких рёбер[11].
- В феврале 2018 года против Ващука было заведено уголовное дело по обвинению в мошенничестве. Ващук занял в 2007 году у своего одноклубника Олега Гусева 50 000 долларов и не вернул[12].
- В 2022 году после двух недель российских обстрелов выехал с семьей из Гостомеля по гуманитарному коридору. Его дом заняли российские войска.[13][14]

## Личная жизнь
Бывшая жена — Маргарита Сичкарь, частный предприниматель, сеть магазинов в Одессе.

## Статистика выступлений
| Клуб             | Сезон            | Чемпионат | Чемпионат | Кубок | Кубок | Еврокубки | Еврокубки | Всего | Всего |
| Клуб             | Сезон            | Игры      | Голы      | Игры  | Голы  | Игры      | Голы      | Игры  | Голы  |
| ---------------- | ---------------- | --------- | --------- | ----- | ----- | --------- | --------- | ----- | ----- |
| Динамо           | 1993-94          | 24        | 0         | 4     | 1     | -         | -         | 28    | 1     |
| Динамо           | 1994-95          | 31        | 3         | 6     | 0     | 7         | 0         | 44    | 3     |
| Динамо           | 1995-96          | 10        | 0         | -     | -     | -         | -         | 10    | 0     |
| Динамо           | 1996-97          | 21        | 2         | 1     | 0     | 2         | 0         | 24    | 2     |
| Динамо           | 1997-98          | 23        | 1         | 4     | 0     | 9         | 1         | 36    | 2     |
| Динамо           | 1998-99          | 25        | 1         | 7     | 0     | 13        | 1         | 45    | 2     |
| Динамо           | 1999-00          | 20        | 1         | 2     | 0     | 12        | 1         | 34    | 2     |
| Динамо           | 2000-01          | 21        | 0         | -     | -     | 8         | 0         | 29    | 0     |
| Динамо           | 2001-02          | 20        | 0         | 5     | 0     | 8         | 0         | 33    | 0     |
| Динамо           | 2002-03          | 5         | 0         | -     | -     | -         | -         | 5     | 0     |
| Спартак          | 2003             | 25        | 1         | 2     | 0     | 2         | 0         | 29    | 1     |
| Черноморец       | 2004-05          | 18        | 1         | -     | -     | -         | -         | 18    | 1     |
| Черноморец       | 2005-06          | 6         | 0         | -     | -     | -         | -         | 6     | 0     |
| Динамо           | 2005-06          | 24        | 1         | 3     | 0     | -         | -         | 27    | 1     |
| Динамо           | 2006-07          | 13        | 0         | 6     | 1     | -         | -         | 19    | 1     |
| Динамо           | 2007-08          | 17        | 0         | 3     | 0     | 3         | 1         | 23    | 1     |
| Львов            | 2008-09          | 11        | 1         | 1     | 0     | -         | -         | 12    | 1     |
| Черноморец       | 2008-09          | 8         | 1         | -     | -     | -         | -         | 8     | 1     |
| Черноморец       | 2009-10          | 22        | 2         | -     | -     | -         | -         | 22    | 2     |
| Волынь           | 2010-11          | 24        | 1         | 2     | 0     | -         | -         | 26    | 1     |
| Всего за Динамо  | Всего за Динамо  | 254       | 9         | 41    | 2     | 62        | 4         | 357   | 15    |
| Всего за карьеру | Всего за карьеру | 368       | 16        | 46    | 2     | 64        | 4         | 478   | 22    |